# Таска, Анджело
Анджело Таска (итал. Angelo Tasca; 19 ноября 1892, Моретта — 3 марта 1960, Париж) — итальянский политик и историк.

## Биография

### Социалист-антимилитарист. Создание Компартии
Сын железнодорожника-социалиста, под чьим влиянием в юношеские годы примкнул к социалистическому движению. Уже в 17 лет был одним из организаторов и руководителей социалистического союза молодежи в городе Турине. В этой организации с 1911 года тесно сдружился с Антонио Грамши, Пальмиро Тольятти и Умберто Террачини (а Амадео Бордига в 1912 году критиковал его за чрезмерное внимание к культурной борьбе). Их группа в 1919 году выступит основателями марксистского еженедельника «L’Ordine Nuovo» («Ордине нуово»; 50 % капитала, необходимого для основания газеты, одолжил тесть Таски), ставшего одним из ядер будущей компартии. Впрочем, уже вскоре между ним и линией большинства редакции наметились серьезные разногласия, и Таска вышел из её состава.
После Первой мировой войны (Таска, призванный в армию в 1912 году, что ещё более усилило его антимилитаризм, с самого начала выступал против интервенционистских позиций и в день вступления Италии в войну 17 мая 1915 года был главным выступающим на туринском антивоенном митинге социалистов) окончил филологический факультет Туринского университета. Во время «Красного двухлетия» был секретарём Туринской палаты труда, участвовал в местном стачечном движении и оккупации заводов рабочими; вместе с тем, стремился подчинить фабрично-заводские советы профсоюзам, что усугубило его разногласия с Грамши и Тольятти.
На съезде в Ливорно был одним из основателей Коммунистической партии Италии (будущей Итальянской коммунистической партии) и был избран одним из 15 членов её ЦК в 1921 году (в 1923 — членом Секретариата ЦК). На II съезде компартии в 1922 году возглавлял правое крыло, отстаивая единство с левыми социалистами Джачинто Менотти Серрати; на почве неприятия курса лидера партии А. Бордиги как сектантского формировал единый фронт с А. Грамши. Принимал участие в переговорах об объединении коммунистической и социалистической партий, был избран в состав делегации итальянской секции Интернационала на IV Конгрессе Коминтерна. но был исключен в 1929 году

### В эмиграции. От Компартии к Соцпартии
Как и многие другие итальянские левые, он преследовался фашистским режимом и дважды арестовывался — сначала в 1923, а затем в 1926 году. Из-за преследования фашистами в Италии был вынужден эмигрировать, оставаясь редактором теоретического органа компартии «Lo Stato Operaio». В 1927 году укрылся во Франции, получив французское гражданство в 1936 году.
В 1928—1929 годах стоял на позициях сторонников Н. И. Бухарина в мировом коммунистическом движении. Из-за своей оппозиции сталинизму всё чаще вступал в полемику с руководством партии и интернационала, критикуя определение социал-демократии как «социал-фашизма» и выстраивавшийся культ личности Сталина. Последнего в своём письме в секретариат ИКП от 20 января 1929 года называет контрреволюционером, ликвидатором Октябрьской революции и плагиатором, лишённым собственных идей («он ворует чужие идеи… они для него лишь пешки, которые переставляют на доске»), противопоставляя его Ленину. В итоге 2 сентября 1929 был исключен из компартии как «правый уклонист».
В эмиграции вступил в изгнанную Итальянскую социалистическую партию. После вступления во французскую секцию Рабочего интернационала в 1934 году выступал автором газеты «Le Populaire». Во время гражданской войны в Испании поддержал антисталинистскую компартию ПОУМ. После последовавшей за пактом Молотова — Риббентропа в августе 1939 года отставки руководителя ИСП Пьетро Ненни он стал одним из трёх лидеров Итальянской социалистической партии наряду с Джузеппе Сарагатом и Оддино Моргари.

### От антифашизма к коллаборационизму
Таска, ранее бывший автором многочисленных работ по фашизму (его книга 1938 года «Рождение фашизма. Италия 1918—1922 годов» получила признание Леона Блюма как важное предупреждение об опасности фашизма во Франции), после падения Франции во Вторую мировую войну оказался среди меньшинства социалистов, поддержавших прогерманский коллаборационистский режим Виши: занял официальную должность при Поле Марионе в Министерстве информации, сотрудничал в журнале социалистов-коллаборационистов «Effort», появлялся на радио, желал победы Гитлера над англо-американскими союзниками, что якобы ускорило бы мировую революцию. После освобождения Франции был в сентябре 1944 года арестован и обвинен в коллаборационизме; его освободили через месяц, когда выяснилось, что он ещё с 1941 года помогал Сопротивлению, тайно сотрудничая с бельгийской антифашистской сетью.
После разгрома фашизма и окончания войны он продолжал жить во Франции, занимался литературно-историческими исследованиями, работал в различных газетах и был консультантом НАТО, сохраняя жёстко антикоммунистическую позицию в период холодной войны.
Его дочь Катрин Таска была министром культуры Франции в 2000—2002 годах и сенатором в 2004—2017 годах, представляя французскую Социалистическую партию.

## Сочинения
- I valori politici e sindacali dei Consigli di fabbrica, Libreria editrice dell’Alleanza coop. torinese, Torino, 1920
- I Consigli di fabbrica e la rivoluzione mondiale. Relazione letta all’assemblea della Sezione socialista torinese le sera del 13 aprile 1920, Libreria editrice dell’Alleanza coop. torinese, Torino, 1921
- L’unità socialista, Imp. ouvriere, Nancy, 1937
- La naissance du fascisme (Gallimard, Paris 1938, trad. it. Nascita e avvento del fascismo, La Nuova Italia 1950 e 1995 e Laterza, 1965)
- Due anni di alleanza germano-sovietica. Agosto 1939-giugno 1941, La Nuova Italia, Firenze, 1951
- In Francia nella bufera, Guanda, Modena-Parma, 1951
- La guerre du papillon, 1940—1944 (Les Iles d’or, Paris, 1954)
- Le pacte germano-soviétique. L’historie et le myhthe (Editions Liberté de la Culture, Paris 1954), trad. it. Il patto germano-sovietico. La storia e la leggenda, a cura di M. Millozzi, Edizioni Università di Macerata, Macerata, 2009
- Autopsia dello stalinismo (Edizioni di Comunità, Milano, 1958)

На русском
- Анжело Таска. Пролетарское движение в Италии и мировая война // Десятилетие мировой войны: сборник статей / под редакцией М. Охитовича; с предисловием К. Радека. — Москва: изд. журнала «Вестник воздушного флота», 1925. — С. 136—140.